# Giulio Tadolini
Giulio Tadolini (Roma, 22 ottobre 1849 – Roma, 18 aprile 1918) è stato uno scultore italiano.

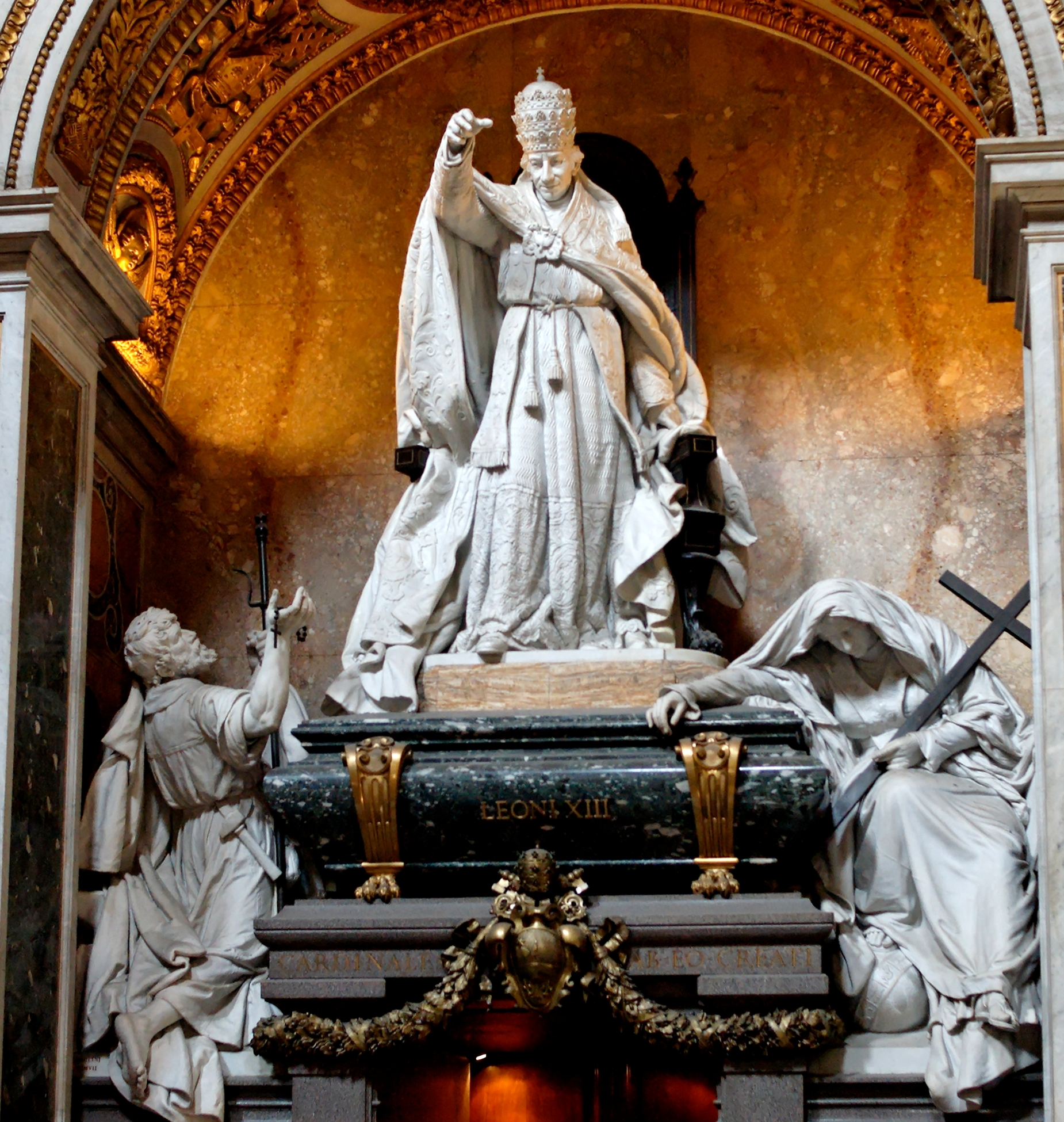
Tomba di Leone XIII

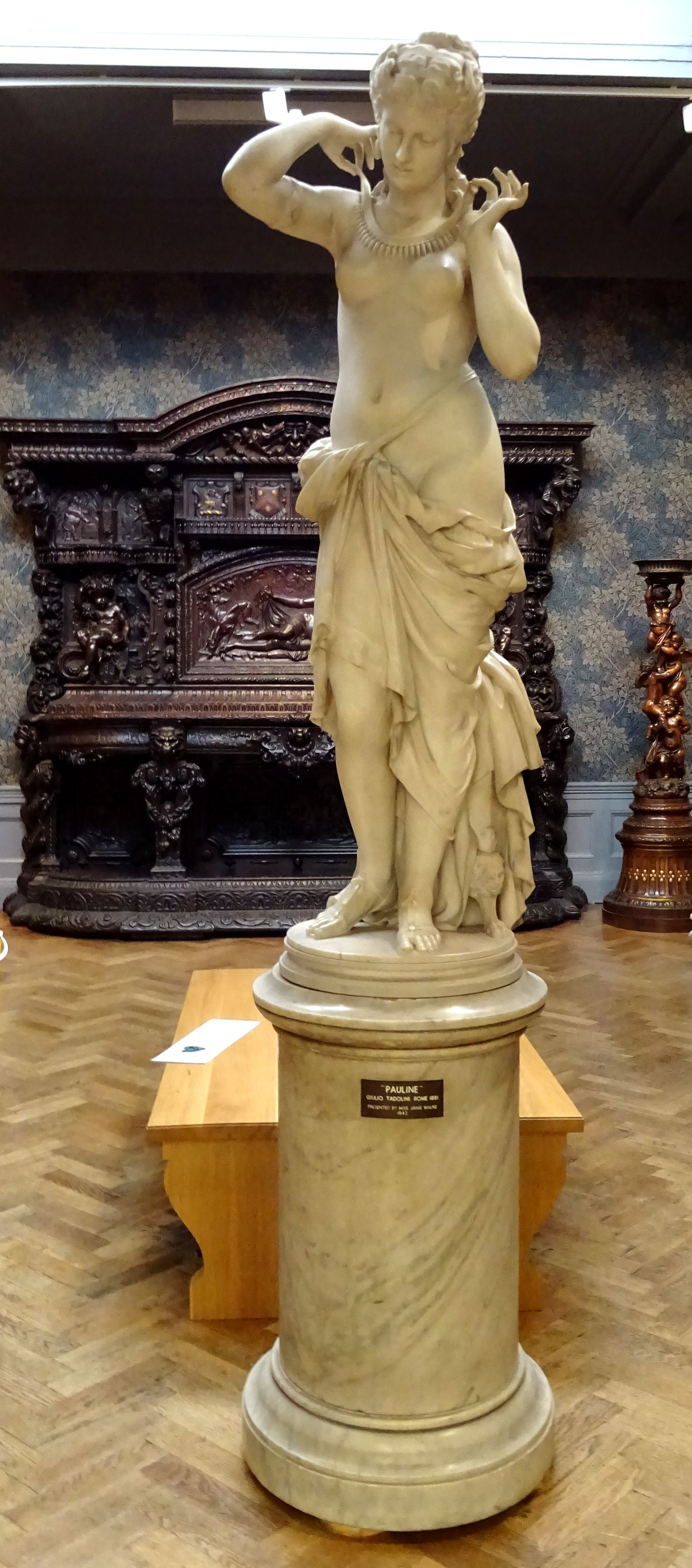
Pauline - 1881

Proseguì la tradizione del nonno, lo scultore Adamo Tadolini e del padre Scipione Tadolini.
Le sue opere più note sono il monumento a papa Leone XIII in San Giovanni in Laterano e il Monumento equestre di Vittorio Emanuele II a Perugia, fuso in bronzo da Alessandro Nelli.
Tra le altre sue opere vi sono i monumenti a Guido Baccelli (Galleria Nazionale d'Arte Moderna, Roma) al marchese Gandara (Madrid), a Monsignore José Sebastián de Goyeneche (Arequipa) e ad Antonio Scialoja (Procida). Per l'INPS realizzò il busto di Alfonso Doria Pamphili Landi.